# 이폴리토 데시데리

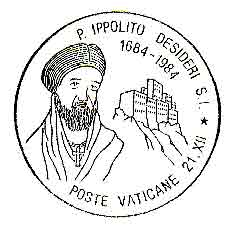
이폴리토 데시데리가 그려진 우편물의 소인

이폴리토 데시데리(이탈리아어: Ippolito Desideri, 1684년 12월 21일 ~ 1733년 4월 14일)는 이탈리아의 예수회 선교사이다. 특히 티베트어 및 티베트 문화를 최초로 이해하고 학습한 유럽인으로 잘 알려져있다.

## 생애
토스카나주의 피스토이아 출신이며, 어린 시절 예수회 학교에서 교육을 받은 뒤 1700년 로마 대학에 입학한 뒤 1706년부터 1710년까지 오르비에토와 아레초 등지에서 문학 수업을 들었다. 이후 1712년 예수회의 총장인 미켈란젤로 탐부리니의 요청으로 티베트로 떠나는 예수회 선교사의 일원으로 합류했으며, 리스본에서 출발한 뒤 1713년 인도의 고아 주에 도착해 수라트, 아마다바드, 라자스탄 주, 델리를 거쳐 1714년 아그라에 당도하였다. 그 뒤 델리로 복귀해 자신의 상관인 마노엘 프레이르(Manoel Freyre)와 합류한 뒤 스리나가르와 카슈미르를 거쳐 1715년 레에 도착했으며, 위창 지방을 향해 다시 이동하여 1706년 라싸에 당도한 뒤 프레이르는 선교 목적으로 데시데리를 남겨둔 채 카트만두와 파트나를 거쳐 인도로 복귀하였다.
라싸에 정착한 뒤 당시 티베트를 지배하고 있던 몽골의 라장 칸에 의해 거주할 집을 구했으며 기독교를 포교할 수 있는 권한을 부여받게 되었고, 티베트어와 티베트 불교를 학습할 목적으로 세라 사원에 들어가 거루파 승려들과 함께 공부하며 여러 주제로 토론하기도 했다. 이후 1717년 중가르 칸국의 침략으로 정세가 불안해지자 라싸를 떠났으며, 1721까지 티베트 중남부 지방에 있는 카푸친 작은형제회 수도원에 머무르면서 기독교 포교 목적으로 다섯 권의 책을 저술하였다.
이후 1721년 인류복음화성에서 카푸친 작은형제회에 티베트의 선교에 대한 권리를 넘겨주면서 티베트를 떠났으며, 1722년 아그라로 돌아온 뒤 푸두체리 등지에서 선교 사업을 행하다 1727년 프랑스에 도착해 루이 15세를 접견한 뒤 1728년 로마로 복귀하게 되었다. 귀국 후 예수회 측에서 티베트의 선교 활동을 주도해야 한다고 논쟁을 벌였으나, 1732년 인류복음화성에서 카푸친 작은형제회에게 티베트의 선교 활동에 대한 전권을 부여하는 것을 확정하고 이에 대한 더 이상의 논의를 금지하였다.
유럽으로 돌아온 이후 <티베트에 대한 기록사(Notizie Istoriche del Tibet)>를 편찬해 당시 유럽에서 접할 수 있었던 유일한 티베트 역사에 대한 기록물을 남겼으나, 인류복음화성에서 서적의 출판을 금지해 예수회 기록 보관소에 방치되어 있었다가 개인 소장품으로 넘겨진 뒤 20세기에 완전판이 출간되었다.